# Wjasemski (Adelsgeschlecht)

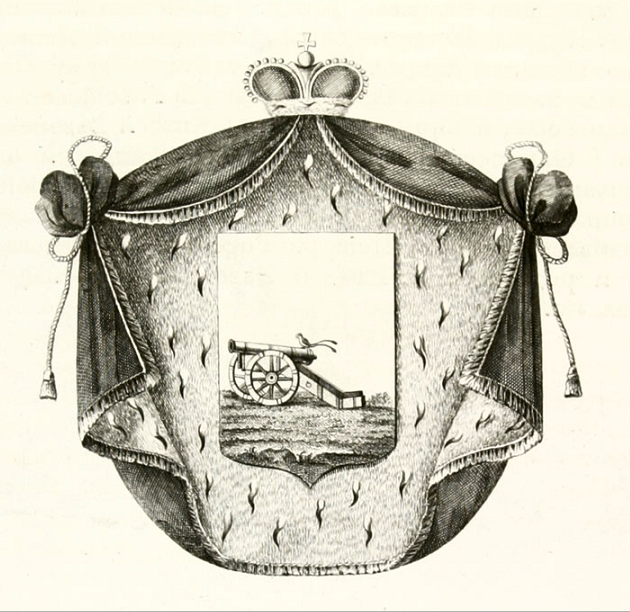
Familienwappen

Wjasemski, auch Wiazemsky (russisch Вяземские), ist der Name eines rurikidischen Fürstengeschlechtes, das dem Hochadel angehört.

## Geschichte
Die Familie ging aus einem Zweig der Rurikiden hervor, welcher in Smolensk und später Wjasma regierte. Der Ahnherr Rostislaw I., Fürst von Smolensk, Nowgorod, und Großfürst von Kiew war ein Urenkel des Großfürsten der Kiewer Rus Wsewolod I. Sein Urenkel Andrei Wladimirowitsch, der in der Schlacht an der Kalka fiel, erhielt die Ländereien von Wjasma, im Westen Russlands zwischen Smolensk und Moskau. Die erste Festung an der Stelle des heutigen Wjasma entstand bereits im 12. Jahrhundert. Als eigenständiger Ort wird Wjasma erstmals in Urkunden aus dem Jahre 1239 erwähnt. Dieses Jahr wird heute auch als Gründungsjahr der Stadt angenommen. Mitte des 13. Jahrhunderts wurde Wjasma Zentrum eines russischen Fürstentums. 
Fürst Simon Iwanowitsch und seine Frau wurden 1403 im Auftrag von Fürst Juri von Smolensk ermordet. Die Familie behielt ihr Lehen bis Ende des 15. Jahrhunderts. Nach mehreren erfolglosen Versuchen seitens des Großfürstentum Moskau, Wjasma zurückzuerobern, gelang dies 1493 unter dem Zaren Iwan III. Einer der bekanntesten Vertreter der Familie war Fürst Alexander Alexejewitsch Wjasemski, der im Siebenjährigen Krieg als Generalquartiermeister und Generalleutnant fungierte. 1763 unterdrückte er in Sibirien einen Bauernaufstand. Im Februar 1764 berief ihn Kaiserin Katharina II. zum Generalprokuror des Senats. Er erhielt das Gut Serben und damit verbunden die Aufnahme in die Livländische Adelsmatrikel. Am 1. Januar 1799 erfolgte in Russland die allerhöchste Bestätigung des Wappens. Fürst Pjotr Andrejewitsch Wjasemski erbte nach dem Tode seines Vaters das Gut Ostafjewo bei Moskau. Als junger Mann nahm er an der Schlacht von Borodino sowie an anderen Schlachten der Napoleonischen Kriege teil. In den 1820ern war er einer der größten Vertreter der literarischen Strömung der Romantik in Russland. In den 1850ern diente er als Bildungsminister und leitete die Zensur in Russland. Seit 1841 war er ordentliches Mitglied der Akademie der Wissenschaften in Sankt Petersburg. Nach der russischen Revolution gingen die Familienmitglieder ins Exil. Ihr Besitz wurde konfisziert und verstaatlicht.

## Wappen
Blasonierung: „Im silbernen Schild eine auf grünen Boden stehende, die Mündung rechtskehrende schwarze Kanone mit goldener Lafette. Auf dem Zündloch des eisernen Rohres sitzt rechtsgekehrt ein Paradiesvogel. Die Kopfplatte und Flügeldecken sind grün. Um das ganze ein Fürstenmantel, oben mit Fürstenhut.“

## Angehörige
- Alexander Alexejewitsch Wjasemski (1727–1793), russischer Politiker
- Andrei Iwanowitsch Wjasemski (1754–1807), russischer Generalmajor
- Pawel Petrowitsch Wjasemski (1820–1888), russischer Politiker, Schriftsteller und Historiker
- Pjotr Andrejewitsch Wjasemski (1792–1878), russischer Schriftsteller
- Wassili Wassiljewitsch Wjasemski (1775–1812), russischer Generalmajor
- Anne Wiazemsky (1947–2017), französische Schauspielerin und Schriftstellerin